# Aranymellű hegyitangara
Az aranymellű hegyitangara (Bangsia rothschildi)  a madarak osztályának verébalakúak (Passeriformes) rendjébe és a tangarafélék (Thraupidae) családjába tartozó faj.

## Rendszerezése
A fajt Hans von Berlepsch német ornitológus írta le 1897-ben, a Buthraupis  nembe Buthraupis rothschildi néven.

## Előfordulása
Az Andok északnyugati lábainál, Ecuador és Kolumbia területén honos. Természetes élőhelyei a szubtrópusi és trópusi síkvidéki esőerdők. Állandó, nem vonuló faj.

## Megjelenése
Testhossza 15 centiméter.

## Természetvédelmi helyzete
Az elterjedési területe kicsi, egyedszáma ugyan csökken, de még nem éri el a kritikus szintet.  A Természetvédelmi Világszövetség Vörös listáján nem fenyegetett fajként szerepel.